# Willy Jaeckel
Willy Jaeckel, född 10 februari 1888, död 30 januari 1944, var en tysk målare och grafiker.

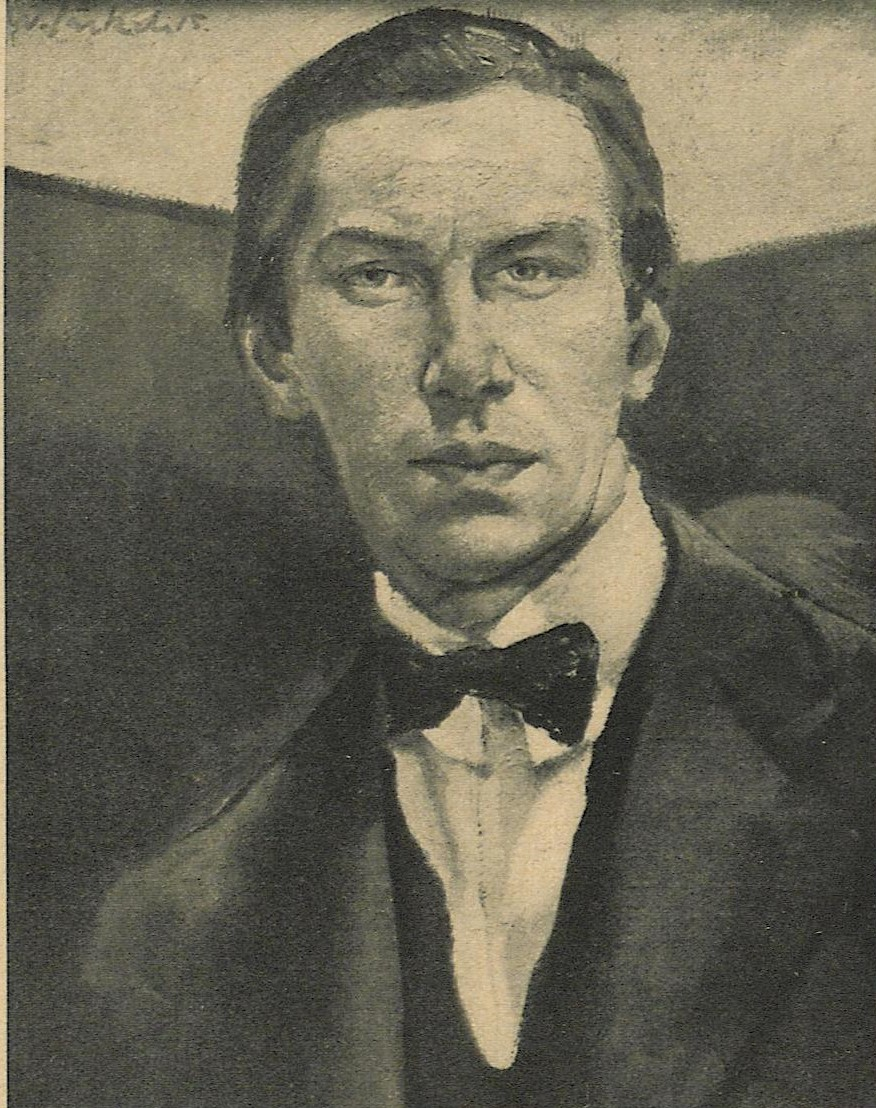
Självporträtt 1915

Jaeckel arbetade i al fresco, olja, litografi och etsning i ett starkt lineärt maner med särskild vikt lagd vid den rytmiska samklangen mellan figur och landskap.
Nationalsocialisternas maktövertagande gav honom stora svårigheter. Hans grafik försvann från de flesta offentliga samlingar. Hans bilder hamnade i källaren. Två gånger ville nazisterna avskeda honom, men 1933 försvarade studenterna honom och 1938 general Erhard Milch. Han fick stanna, men ingen elev fick göra sina prov utan att riskera att underkännas. Han dog i ett flyganfall mot Berlin.